# Ouro Verde do Oeste
Ouro Verde do Oeste é um município brasileiro do estado do Paraná. Sua população, conforme estimativas do IBGE de 2021, era de 6 036 habitantes.